# Per Andersson (roddare)
Per ”Pliggen” Andersson, född 5 april 1971 i Leksand, är olympisk roddare, roddtränare, läkare och skribent.
Som roddare deltog han i klassen dubbelsculler vid olympiska spelen i Barcelona 1992.. Som tränare coachade han Lassi Karonen till flera internationella framgångar. 2013 utsågs han till ”Årets ledare” av Svenska roddförbundet.
2013 blev Andersson landslagsläkare för svenska längdlandslaget.
2022 blev han idrottsexpert för Svenska Dagbladet.